# Milena Dundov
Milena Dundov (? ) je hrvatska glumica i redateljica rodom iz Preka.
Cijeli je svoj radni vijek provela radeći u zadarskom Kazalištu lutaka. Prvo je radila kao glumica i redateljica, a poslije je bila i mentoricom mladim glumcima.
Iako se umirovila, nije prestala raditi s kazalištem, tako da i dalje sudjeluje u radu kazališnog ansambla.

## Nagrade
Godine 1995. odlikovana je Redom Danice hrvatske s likom Marka Marulića.
Godine 1995. je predstava Zvjezdan, čijom je bila redateljicom, dobila nagradu za lutkarsko ostvarenje godine. Ista predstava je te 1995. dobila 7 nagrada na festivalima SLUKH-a i PIF-a, uključujući i nagradu za najbolju predstavu u cjelini.
Prvim je laueratom, uz Zlatka Boureka, Vukovarskog lutkarskog proljeća. Ovo je prestižna nagrada, jer je pokroviteljem ovog festivala hrvatski ogranak UNIMA-e, svjetske organizacije koja promiče lutkarstvo u svijetu.
2008. je povodom 13. vukovarskog proljeća dobila Povelju za životno djelo za doprinos glumačkoj umjetnosti hrvatskog lutkarstva.